# Amorphoscelis phaesoma
Amorphoscelis phaesoma är en bönsyrseart som beskrevs av Yang 1999. Amorphoscelis phaesoma ingår i släktet Amorphoscelis och familjen Amorphoscelidae. Inga underarter finns listade i Catalogue of Life.